# Jack N. Green
Jack N. Green (* 10. August 1939 als John Niel Green in San Francisco, Kalifornien) ist ein US-amerikanischer Kameramann.

## Leben und Wirken
Green, Sohn eines Standfotografen, hatte mit neun Jahren seinen ersten Fotoapparat erhalten und sich seitdem mit allen Bereichen der Fotoherstellung befasst. Aus seinem Hobby wurde Beruf, und Green arbeitete drei Jahre lang als Fotoassistent in San Francisco, ehe er 1968 nach Los Angeles umzog. Dort fotografierte er Industrie- und Erziehungsfilme, Dokumentationen und Nachrichtenmaterial für das Fernsehen. Im Laufe der Jahre avancierte Green zum einfachen Kameramann (sog. camera operator), in dieser Funktion debütierte er 1975 beim Kinofilm, Roger Corman Mach’ ein Kreuz und fahr’ zur Hölle.
Bis zu Beginn der 1980er Jahre war Green an mehreren Filmen von und mit Clint Eastwood beteiligt. 1986 wurde er schließlich zum Chefkameramann ernannt und war in dieser Funktion erstmals bei dem Film Heartbreak Ridge tätig.
Als Kameramann war Green bis einschließlich des Films Space Cowboys aus dem Jahr 2000 für Eastwood tätig.
Im Jahr 1997 gab Green sein Debüt als Filmregisseur und inszenierte das Filmdrama Traveller – Die Highway-Zocker mit Bill Paxton und Mark Wahlberg in den Hauptrollen. Vier Jahre später entstand unter seiner Regie der Thriller Pretty When You Cry.
Im Jahr 2009 wurde Green von der American Society of Cinematographers mit dem Lifetime Achievement Award ausgezeichnet. Für sein Mitwirken an dem Western Erbarmungslos war Green für den Oscar und den British Academy Film Award nominiert.
Green ist Vater dreier Kinder, die alle im Filmgeschäft tätig sind.

## Filmografie (Auswahl)
- 1986: Heartbreak Ridge
- 1987: Wie der Vater, so der Sohn (Like Father Like Son)
- 1988: Bird
- 1988: Das Todesspiel (The Dead Pool)
- 1989: Pink Cadillac
- 1990: Rookie – Der Anfänger (The Rookie)
- 1990: Weißer Jäger, schwarzes Herz (White Hunter Black Heart)
- 1991: Getäuscht (Deceived)
- 1992: Erbarmungslos (Unforgiven)
- 1993: Perfect World
- 1994: Schneesturm im Paradies (Trapped in Paradise)
- 1995: Das Netz (The Net)
- 1995: Die Brücken am Fluß (The Bridges of Madison County)
- 1995: Bad Company
- 1996: Twister
- 1997: Mitternacht im Garten von Gut und Böse (Midnight in the Garden of Good and Evil)
- 1997: Speed 2 (Speed 2: Cruise Control)
- 1997: Absolute Power
- 1997: Traveller – Die Highway-Zocker (Traveller, auch Regie)
- 1999: Durchgeknallt (Girl, Interrupted)
- 2000: Space Cowboys
- 2003: Extreme Rage
- 2003: Löwen aus zweiter Hand (Secondhand Lions)
- 2004: Die Promoterin (Against the Ropes)
- 2004: 50 erste Dates (50 First Dates)
- 2005: Serenity – Flucht in neue Welten (Serenity)
- 2005: Jungfrau (40), männlich, sucht … (The 40 Year-Old Virgin)
- 2007: Sind wir endlich fertig? (Are We Done Yet?)
- 2008: Männer sind Schweine (My Best Friends Girl)
- 2010: Gregs Tagebuch – Von Idioten umzingelt! (Diary of a Wimpy Kid)
- 2010: Hot Tub – Der Whirlpool … ist ’ne verdammte Zeitmaschine! (Hot Tub Time Machine)
- 2011: Gregs Tagebuch 2 – Gibt’s Probleme? (Diary of a Wimpy Kid: Rodrick Rules)
- 2014: Left Behind